# Nikolas Skouen
Nikolas Kvåle Skouen (* 29. Januar 1990 in Bergen) ist ein norwegischer Basketballspieler.

## Werdegang
Skouen, dessen Vater Jan viermal norwegischer Tennismeister wurde, spielte in seinem Heimatland für den Nachwuchs der Ulriken Eagles, dann für Frøya Basket und in der höchsten Herrenspielklasse BLNO für Gimle BBK.
In den Vereinigten Staaten spielte er während seines Studiums Basketball für die Hochschulmannschaften des Pratt Community College im Bundesstaat Kansas sowie der Pepperdine University in Kalifornien. Er machte sich dort vor allem als Spieler mit Stärken im Fernwurf einen Namen.
In der Saison 2014/15 gewann Skouen mit dem MTV Herzöge Wolfenbüttel in Deutschland den Meistertitel in der 1. Regionalliga Nord und war mit 20,3 Punkten je Begegnung der beste Korbschütze der Niedersachsen. Hernach wechselte er nach Spanien, spielte für den Drittligisten Iraurgi SB, danach für den Zweitligisten Gipuzkoa Basket Club, ehe er sich im Dezember 2016 dem Club Zornotza Saskibaloi anschloss und damit in die dritthöchste Spielklasse des Landes zurückkehrte. In den spanischen Ligen lag seine mittlere Punktausbeute deutlich unter den Werten, die er in der deutschen Regionalliga erreicht hatte.
Skouen kehrte in sein Heimatland zurück. In der Saison 2017/18 führte er die Korbjägerliste der höchsten norwegischen Liga BLNO mit einem Durchschnittswert von 25,6 Punkten je Begegnung an. In der Sommerpause 2018 nahm er ein Angebot des slowakischen Vereins MBK Handlová an. Anschließend spielte Skouen wieder in Norwegen und bekam mit dem BK Kongsberg in der Saison 2019/20, die wegen der Covid-19-Pandemie abgebrochen wurde, den norwegischen Meistertitel zugesprochen.
In der Saison 2020/21 bestritt Skouen 13 Spiele für die zweite Mannschaft der Bakken Bears in Dänemark, die ebenso wie Bakkens erste Mannschaft in der höchsten Spielklasse des Landes (Basketligaen) antrat. 2021 schloss sich Skouen dem Fyllingen BBK in seiner Heimatstadt Bergen an. 2024 und 2025 wurde er mit der Mannschaft jeweils norwegischer Meister und Pokalsieger.
Skouen war norwegischer Jugendnationalspieler und bestritt später auch Länderspiele für die Herrennationalmannschaft.